# PDC オーダー・オヴ・メリット
PDC オーダー・オヴ・メリット (PDC Order of Merit) は、プロフェッショナル・ダーツ団体の1つであるプロフェッショナル・ダーツ・コーポレイション (PDC) のワールド・ランキング・システムである。
2007 PDC ワールド・ダーツ・チャンピオンシップの後、トーナメントの結果によりポイントを付加していくワールド・ランキング・システムに取って代わり、導入された。

## 決定方法
このオーダー・オヴ・メリットは、ゴルフのPGA ヨーロピアン・ツアーに用いられるものに似ている。
各プレイヤーが、過去2年間に渡って獲得した賞金の多さにより、ランキングが、決定される。
なお、オーダー・オヴ・メリットに反映される賞金と反映されない賞金があるため、各プレイヤーが獲得した賞金は、オーダー・オヴ・メリットの賞金額以上の額となる。

### ランキングとテレビ中継されるトーナメント
テレビ中継されるトーナメントでも、その結果がランキングに反映されるものと、反映されないものも存在する。
ランキングに反映されるトーナメント
以下は、プレミア・イヴェントというトーナメント区分となる。
- UKオープン
- ワールド・マッチプレイ
- ヨーロピアン・チャンピオンシップ†
- ワールド・グランプリ
- ワールド・ダーツ・チャンピオンシップ
- グランド・スラム・オヴ・ダーツ
- プレイヤーズ・チャンピオンシップ・ファイナルズ

ランキングに反映されないトーナメント
- プレミア・リーグ・ダーツ
- ワールド・カップ・オヴ・ダーツ
- ウィメンズ・ワールド・チャンピオンシップ
- ワールド・ユース・チャンピオンシップ

注: 国旗は、そのイヴェントの開催国を示す。

† ヨーロピアン・チャンピオンシップは、
毎年違う国で、開催される。

### その他の賞金
ランキングに反映される賞金
- PDC ProTour
  - プレイヤーズ・チャンピオンシップ
  - ヨーロピアンツアー

ランキングに反映されない賞金
- 上記以外のトーナメント
- ナイン・ダート・フィニッシュ

## 予選の免除
このランキングは、PDCのプレミア・イヴェントの予選を免除し、自動エントリーを上位プレイヤーに与える役割も、持つ。
特定の時点で条件を満たしているプレイヤーは、それぞれのプレミア・イヴェントにおける自動エントリーを得る。
| 時点     | 条件     | トーナメント                         | 自動エントリーの位置 |
| -------- | -------- | ------------------------------------ | -------------------- |
| 1月下旬  | 上位8名  | マスターズ                           | 第2ラウンド          |
| 1月下旬  | 次位16名 | マスターズ                           | 第1ラウンド          |
| 2月上旬  | 上位4名  | プレミア・リーグ・ダーツ             | リーグ戦             |
| 3月上旬  | 上位32名 | UKオープン                           | 第4ラウンド          |
| 3月上旬  | 次位32名 | UKオープン                           | 第3ラウンド          |
| 3月上旬  | 次位32名 | UKオープン                           | 第2ラウンド          |
| 3月上旬  | 次位32名 | UKオープン                           | 第1ラウンド          |
| 7月上旬  | 上位16名 | ワールド・マッチプレイ               | 第1ラウンド          |
| 10月上旬 | 上位16名 | ワールド・グランプリ                 | 第1ラウンド          |
| 12月下旬 | 上位32名 | ワールド・ダーツ・チャンピオンシップ | 第2ラウンド          |

## 現在のPDC オーダー・オヴ・メリット
2024年7月21日付。2024年7月3日付からの変更。
PDC ワールドマッチプレー 2024の結果を反映。
| 順位 | プレイヤー                     | 賞金       |  | 順位 | プレイヤー                         | 賞金     |
| ---- | ------------------------------ | ---------- |  | ---- | ---------------------------------- | -------- |
| 1    | ルーク・ハンフリーズ           | £1,650,750 |  | 17 1 | ジョシュ・ロック                   | £384,750 |
| 2 1  | マイケル・スミス               | £1,064,750 |  | 18 4 | ジェームズ・ウェイド               | £365,750 |
| 3 1  | マイケル・ヴァン・ガーウェン   | £964,500   |  | 19   | アンドリュー・ギルディング         | £363,750 |
| 4 2  | ロブ・クロス                   | £604,250   |  | 20 3 | ダーク・バン・デュイベンボーデ     | £358,750 |
| 5    | ネーザン・アスピナル           | £579,500   |  | 21 1 | ライアン・サール                   | £352,500 |
| 6 2  | ガーウィン・プライス           | £533,250   |  | 22 1 | ゲイリー・アンダーソン             | £335,000 |
| 7    | デイブ・チズナル               | £513,500   |  | 23   | マーティン・シンドラー             | £329,000 |
| 8    | ジョニー・クレイトン           | £502,500   |  | 24 1 | ルーク・リトラー                   | £314,500 |
| 9 2  | デーモン・ヘタ                 | £473,250   |  | 25 1 | ガブリエル・クレメンス             | £295,500 |
| 10 1 | ディミトリ・バン・デン・バーグ | £472,750   |  | 26   | クリストフ・ラタイスキー           | £286,750 |
| 11 2 | ロス・スミス                   | £469,250   |  | 27   | ダリル・ガーニー                   | £275,000 |
| 12 2 | ピーター・ライト               | £468,000   |  | 28 1 | レイモンド・ファン・バルネフェルト | £272,250 |
| 13 1 | クリス・ドビー                 | £424,500   |  | 29 1 | ブレンダン・ドーラン               | £267,750 |
| 14 1 | ジョー・カレン                 | £411,500   |  | 30   | ホセ・デ・ソーサ                   | £215,000 |
| 15 1 | スティーブン・バンティング     | £410,750   |  | 31   | スコット・ウィリアムズ             | £196,500 |
| 16 4 | ダニー・ノッパード             | £403,500   |  | 32   | ジャン・ヴァン・ヴィーン           | £195,000 |

上記の日付から日数が経過している場合、及び33位以下を閲覧したい場合は、下記を参照されたい。
現在のPDC Ordr of Merit (PDCのウェブサイト)

## PDC ワールド・ナンバー・ワン・プレイヤーの変遷
前述した決定方法により決めているため、何度も交代する年もあれば、1度も交代しない年もある。今まで、ナンバー・ワンの座を獲得したプレイヤーは、13人である。
| 交代の年    | 月 | プレイヤー                                          |
| ----------- | -- | --------------------------------------------------- |
| (初代) 1993 | 1  | アラン・ウォリナー＝リトル                          |
| 1994        | 11 | デニス・プリーストリー                              |
| 1995        | 4  | ロッド・ハリントン                                  |
| 1996        | 8  | フィル・テイラー                                    |
| 1997        | 2  | アラン・ウォリナー＝リトル                          |
| 1998        | 8  | ロッド・ハリントン                                  |
| 2000        | 8  | フィル・テイラー                                    |
|             | 9  | ピーター・マンリー                                  |
| 2001        | 10 | アラン・ウォリナー＝リトル、フィル・テイラー (同時) |
| 2002        | 1  | アラン・ウォリナー＝リトル                          |
|             | 2  | アラン・ウォリナー＝リトル                          |
|             | 5  | フィル・テイラー                                    |
| 2003        | 1  | ジョン・パート                                      |
|             | 7  | フィル・テイラー                                    |
| 2005        | 2  | コリン・ロイド                                      |
| 2006        | 3  | フィル・テイラー                                    |
|             | 5  | コリン・ロイド                                      |
| 2007        | 1  | フィル・テイラー                                    |
| 2008        | 1  | レイモンド・ファン・バルネフェルト                  |
|             | 7  | フィル・テイラー                                    |
| 2014        | 1  | マイケル・ヴァン・ガーウェン                        |
| 2021        | 1  | ガーウィン・プライス                                |
| 2022        | 3  | ピーター・ライト                                    |
|             | 7  | ガーウィン・プライス                                |
|             | 10 | ピーター・ライト                                    |
|             | 10 | ガーウィン・プライス                                |
| 2023        | 1  | マイケル・スミス                                    |
| 2024        | 1  | ルーク・ハンフリーズ                                |

## 以前のワールド・ランキング・システム
以前のワールド・ランキング・システムでは、2005年と2006年のほとんどの期間において、コリン・ロイドが、PDCのワールド・ナンバー・ワン・プレイヤーであった。
しかし、その時期のほとんどのプレミア・タイトルは、フィル・テイラーと、レイモンド・ファン・バルネフェルト、そして、ジョン・パートが、獲得していた。
テイラーが全ては参加しないような、あまり権威がなく、テレビ放映されないイヴェントにも、ロイドは、しばしば参加し、その結果、ランキング・ポイントが、蓄積されたためである。

### 最初のWDC (PDC) ランキング
1992年から1994年までに、BDOからワールド・ダーツ・カウンスル (WDC、現在のPDC) が分離した後、WDCは、初開催の1994 WDC ワールド・ダーツ・チャンピオンシップまでに、最初のランキング・リストを作成した。
| 順位 | プレイヤー                 | 順位 | プレイヤー                         |
| ---- | -------------------------- | ---- | ---------------------------------- |
| 1    | アラン・ウォリナー＝リトル | 16   | ヤン・ホフマン                     |
| 2    | ロッド・ハリントン         | =    | クリス・ジョンズ                   |
| 3    | フィル・テイラー           | =    | ローランド・ショルテン             |
| 4    | ジョン・ロウ               | 19   | レイモンド・ファン・バルネフェルト |
| 5    | マイク・グレゴリー         | =    | キース・デラー                     |
| 6    | ピーター・エヴィソン       | 21   | ボビー・ジョージ                   |
| 7    | ケビン・スピオレク         | 22   | パー・スカウ                       |
| =    | デニス・プリーストリー     | 23   | ベルント・へベッカー               |
| 9    | ボブ・アンダーソン         | =    | アンドリー・ウェルジ               |
| 10   | ジョッキー・ウィルソン     | =    | パスカル・ラバウ                   |
| 11   | ジェイミー・ハーヴェイ     | 26   | レオ・ローレンス                   |
| 12   | エリック・ブリストウ       | =    | バート・フラールディンガーブルッグ |
| 13   | クリフ・ラザレンコ         | =    | トム・カービー                     |
| 14   | マグナス・カリス           | =    | ウェイン・ウィーニング             |
| =    | スティーブ・ビートン       | =    | マウロ・レディ                     |

## 他のオーダー・オヴ・メリット
PDCには、メインのPDC オーダー・オヴ・メリットの他にも、オーダー・オヴ・メリットが存在する
。
- プレイヤーズ・チャンピオンシップ・オーダー・オヴ・メリット
- ヨーロピアン・オーダー・オヴ・メリット
- ノース・アメリカン・オーダー・オヴ・メリット

以下は、現在のものである (全てPDCのウェブサイト) 。
- 現在のPlayers Championship Order of Merit PDC
- 現在のUK Open Order of Merit PDC
- 現在のEuropean Order of Merit PDC
- 現在のNorth American Order of Merit PDC